# Fontaine-le-Comte
Pour les articles homonymes, voir Fontaine.
Ne doit pas être confondu avec Fontenay-le-Comte.
Fontaine-le-Comte est une commune du Centre-Ouest de la France, située au sud-ouest de Poitiers, dans le département de la Vienne en région Nouvelle-Aquitaine.
Ses habitants sont appelés les Fontenois.
Le territoire de la commune est traversé par la via Turonensis du pèlerinage de Saint-Jacques-de-Compostelle, qui passe notamment par le hameau de Chaumont, puis par le centre-ville.

## Géographie

### Localisation
Fontaine-le-Comte est située à 12 km au sud-ouest de Poitiers, à l’embranchement de la RN 11 sur la RN 10.

### Géologie et relief
Le territoire de la commune est vallonné et boisé. Le paysage a été modelé par l'activité humaine notamment à partir de 1870 qui a vu de grands travaux de défrichements, comme un peu partout en Poitou sous l'effet de la pression démographique.

### Communes limitrophes
| Béruges     | Vouneuil-sous-Biard | Poitiers Croutelle |
|             | Fontaine-le-Comte   | Ligugé             |
| Coulombiers | Marçay              |                    |

### Climat
Pour des articles plus généraux, voir Climat de la Nouvelle-Aquitaine et Climat de la Vienne.
Historiquement, la commune est exposée à un climat océanique du nord-ouest.  
En 2020, Météo-France publie une typologie des climats de la France métropolitaine dans laquelle la commune est exposée à un climat océanique altéré et est dans la région climatique  Poitou-Charentes, caractérisée par un bon ensoleillement, particulièrement en été et des vents modérés.
Pour la période 1971-2000, la température annuelle moyenne est de 11,5 °C, avec une amplitude thermique annuelle de 14,5 °C. Le cumul annuel moyen de précipitations est de 765 mm, avec 11,3 jours de précipitations en janvier et 6,6 jours en juillet. Pour la période 1991-2020, la température moyenne annuelle observée sur la station météorologique la plus proche, située sur la commune de Biard à 5,8 km à vol d'oiseau, est de 12,2 °C et le cumul annuel moyen de précipitations est de 695,3 mm,. Pour l'avenir, les paramètres climatiques de la commune estimés pour 2050 selon différents scénarios d'émission de gaz à effet de serre sont consultables sur un site dédié publié par Météo-France en novembre 2022.

### Voies de communication et transports
Il y a de nombreuses lignes de bus allant vers divers endroits dont Poitiers sud.
Elle est également traversée par l’autoroute A10 et la ligne de chemin de fer Paris - Bordeaux.

## Urbanisme

### Typologie
Au 1er janvier 2024, Fontaine-le-Comte est catégorisée bourg rural, selon la nouvelle grille communale de densité à sept niveaux définie par l'Insee en 2022.
Elle appartient à l'unité urbaine de Fontaine-le-Comte, une agglomération intra-départementale regroupant deux  communes, dont elle est ville-centre,,. Par ailleurs la commune fait partie de l'aire d'attraction de Poitiers, dont elle est une commune de la couronne,. Cette aire, qui regroupe 97 communes, est catégorisée dans les aires de 200 000 à moins de 700 000 habitants,.

### Occupation des sols
L'occupation des sols de la commune, telle qu'elle ressort de la base de données européenne d’occupation biophysique des sols Corine Land Cover (CLC), est marquée par l'importance des territoires agricoles (61,8 % en 2018), en diminution par rapport à 1990 (70,2 %). La répartition détaillée en 2018 est la suivante : 
terres arables (33,4 %), prairies (22,9 %), forêts (17,3 %), zones urbanisées (13,7 %), zones industrielles ou commerciales et réseaux de communication (7,2 %), zones agricoles hétérogènes (5,5 %). L'évolution de l’occupation des sols de la commune et de ses infrastructures peut être observée sur les différentes représentations cartographiques du territoire : la carte de Cassini (XVIIIe siècle), la carte d'état-major (1820-1866) et les cartes ou photos aériennes de l'IGN pour la période actuelle (1950 à aujourd'hui).

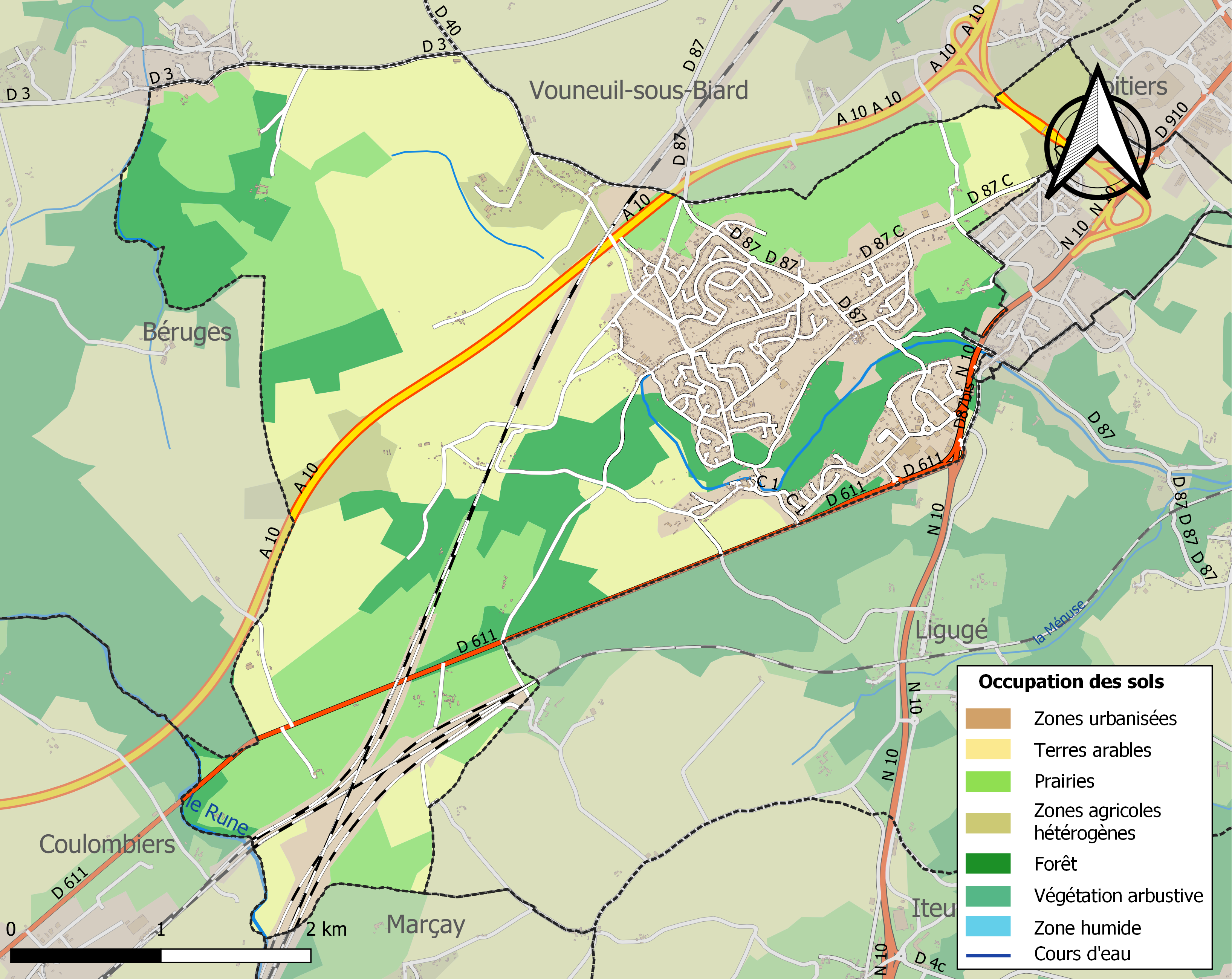
Carte des infrastructures et de l'occupation des sols de la commune en 2018 (CLC).

### Hameaux, lieux-dits et écarts
- Superficie urbanisée : 273 hectares.
- Superficie urbanisable : 147 hectares.

Les hameaux suivant appartiennent à la commune :
- le Grand Poizac ;
- le Petit Poizac ;
- la Devinalière.

La construction de cités pavillonnaires a peu à peu réuni en un seul ensemble construit les anciens hameaux :
- Basse-Fontaine ;
- l’Abbaye ;
- Chaumont ;
- la Bruère.

### Risques majeurs
Le territoire de la commune de Fontaine-le-Comte est vulnérable à différents aléas naturels : météorologiques (tempête, orage, neige, grand froid, canicule ou sécheresse), mouvements de terrains et séisme (sismicité modérée). Il est également exposé à un risque technologique,  le transport de matières dangereuses. Un site publié par le BRGM permet d'évaluer simplement et rapidement les risques d'un bien localisé soit par son adresse soit par le numéro de sa parcelle.

#### Risques naturels

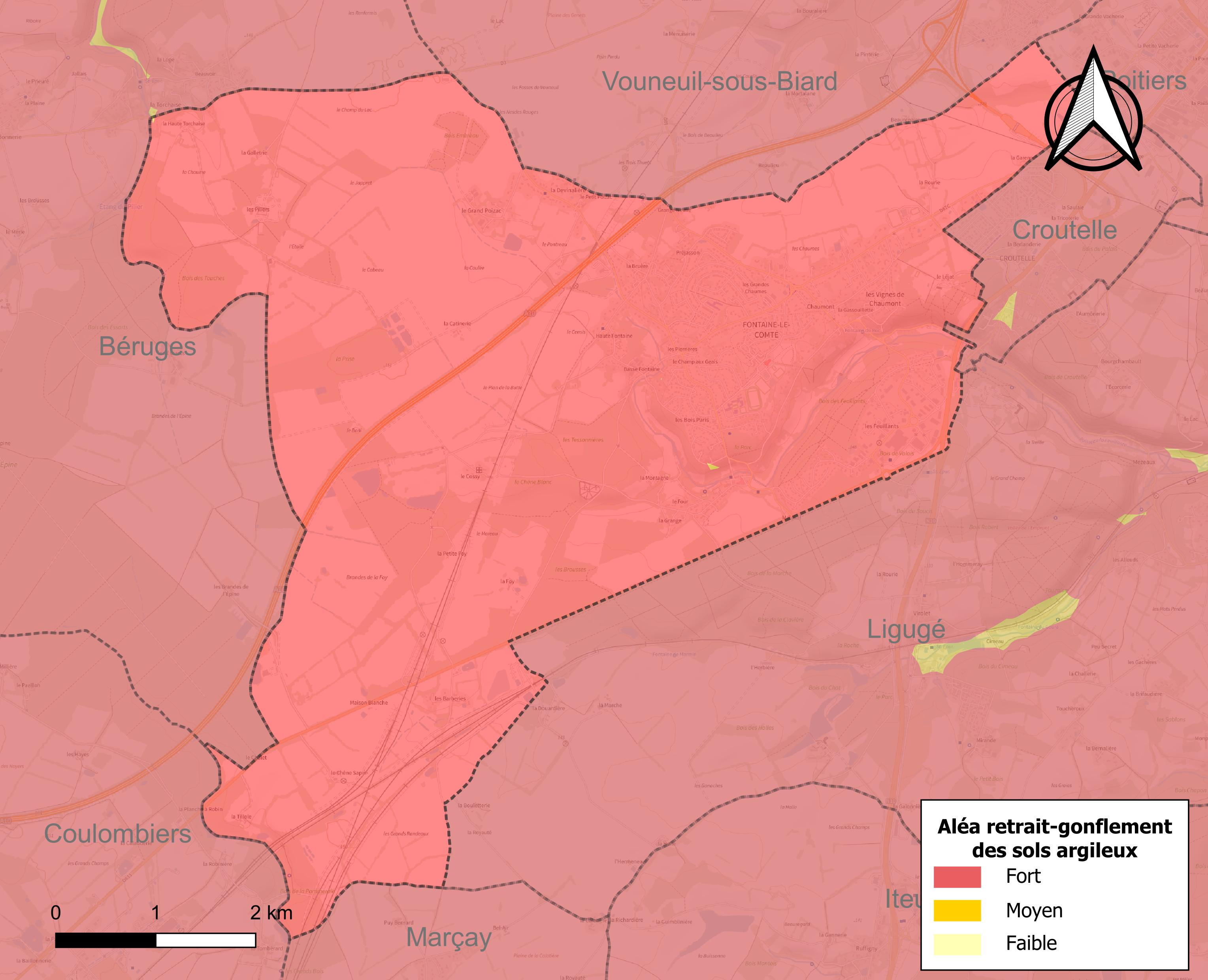
Carte des zones d'aléa retrait-gonflement des sols argileux de Fontaine-le-Comte.

Les mouvements de terrains susceptibles de se produire sur la commune sont des affaissements et effondrements liés aux cavités souterraines (hors mines) et des tassements différentiels. Afin de mieux appréhender le risque d’affaissement de terrain, un inventaire national permet de localiser les éventuelles cavités souterraines sur la commune. Le retrait-gonflement des sols argileux est susceptible d'engendrer des dommages importants aux bâtiments en cas d’alternance de périodes de sécheresse et de pluie. La totalité de la commune est en aléa moyen ou fort (79,5 % au niveau départemental et 48,5 % au niveau national). Depuis le 1er octobre 2020, en application de la loi ÉLAN, différentes contraintes s'imposent aux vendeurs, maîtres d'ouvrages ou constructeurs de biens situés dans une zone classée en aléa moyen ou fort,.
La commune a été reconnue en état de catastrophe naturelle au titre des dommages causés par les inondations et coulées de boue survenues en 1982, 1983, 1999, 2010 et 2021, par la sécheresse en 1989, 1991, 1992, 1993, 1994, 1996, 2003, 2005, 2011 et 2017 et par des mouvements de terrain en 1999 et 2010.

## Histoire
La première mention de ce site est un acte de 1080 environ qui parle de la « fontaine du comte » (fons Comitis).
L'origine de la commune remonte à un don de terres et de forêts fait entre 1127 et 1137 par Guillaume X, comte de Poitiers et duc d'Aquitaine, à Geoffroi de Loriol, archevêque de Bordeaux. Celui-ci confie à l'ordre des cisterciens le soin d'y fonder une abbaye, à proximité d'une source, d'où le nom de la commune. Ce don était motivé par l'excommunication subie par le comte-duc à cause de son soutien apporté au schisme d'Anaclet II.
Protégée par le comte de Poitou, puis par sa fille Aliénor d'Aquitaine et ensuite, le fils de celle-ci, Richard Cœur de Lion, l'abbaye Notre-Dame peut aussi compter sur la protection qui lui est accordée par les papes Anastase IV (1135) et Alexandre III (1165), et encore Clément V au début du XIVe siècle. C'est pour l'abbaye une période de calme et de prospérité.
La guerre de Cent Ans lui cause les plus graves dégâts, surtout au début du conflit, alors qu'elle n'était pas encore fortifiée. Au XVe siècle, les moines installèrent au-dessus du chœur un chemin de ronde qui subsistera jusqu'en 1980. C'est en effet à cette date qu'il sera détruit parce qu'il menaçait par son poids la voûte en cul-de-four de l'abside.
L'abbé Gui Doucet (1435-1438) commença une restauration de l'abbatiale comme le soulignent deux inscriptions sur la façade : Guido Douceti abbas hujus, c'est-à-dire Gui Doucet abbé de ce lieu et Gui Doucet abbé de ce lieu fit jadis en l'onneur de Dieu moult réparer ceste église. En gloire soit son âme mise. Amen.
Les travaux sont poursuivis par François Ardillon, abbé de 1471 à 1502. Il fortifia, notamment, les bâtiments. Sous l'abbé Antoine Ardillon (1512-1540), l'abbaye fut le centre d'un cercle d'érudits dans le grand mouvement de la Renaissance.
Mais les guerres de Religion furent désastreuses pour l'abbaye. Au début du XVIIe siècle, elle est en ruine et elle n'abrite plus que trois religieux.
Au cours de ce XVIIe siècle, dans le cadre d'un grand mouvement de réforme au sein du monde catholique, l'abbaye va connaitre une nouvelle naissance. En 1654, les Génovéfains s'installent à Fontaine-le-Comte. Ils assumeront la réfection de l'abbaye et notamment de l'abbatiale au début du XVIIIe siècle.
Cependant, au milieu du XVIIIe siècle, l'abbaye n'a plus que trois religieux. L'évêque de Poitiers l'unit, alors, en 1756, à l'abbaye des chanoines réguliers de Saint-Hilaire-de-la-Celle qui n'avait, aussi, plus que trois religieux.
Comme le reste de la France, Fontaine-le-Comte accueille favorablement les avancées de la Révolution française. Elle plante ainsi son arbre de la liberté, symbole de la Révolution. Il devient le lieu de ralliement de toutes les fêtes et des principaux événements révolutionnaires, comme le rassemblement des hommes en âge de porter les armes au moment de la levée en masse le 9 septembre 1793. Pour suivre le décret de la Convention du 25 vendémiaire an II invitant les communes ayant des noms pouvant rappeler les souvenirs de la royauté, de la féodalité ou des superstitions, à les remplacer par d'autres dénominations, la commune change de nom pour Fontaine-l’Égalité,.
Jusqu’à la fin du XXe siècle, la commune est restée un simple assemblage de hameaux, peuplée de moins de 800 habitants, avant que le mouvement de rurbanisation provoque une croissance rapide à partir des années 1970. Fontaine-le-Comte est en 2010 une banlieue pavillonnaire, mais compte encore huit agriculteurs.

## Politique et administration

### Liste des maires
| Période                                  | Période   | Identité          | Étiquette | Qualité                                                                                     |
| ---------------------------------------- | --------- | ----------------- | --------- | ------------------------------------------------------------------------------------------- |
| mars 1959                                | juin 1995 | Raymond Sardet    |           | Agriculteur Chevalier de la Légion d'honneur                                                |
| juin 1995                                | mai 2020  | Philippe Brottier | PS        | Avocat Suppléant de la députée Catherine Coutelle (2007 → 2017) Réélu en 2001, 2008 et 2014 |
| mai 2020                                 | En cours  | Sylvie Aubert     | DVG       | Suppléante du député Sacha Houlié                                                           |
| Les données manquantes sont à compléter. |           |                   |           |                                                                                             |

Après avoir été installée longtemps dans l’école (actuelle salle des associations proche de l’église), la mairie a occupé l’ancien logis abbatial (photo). Elle a déménagé au cours des années 2000 dans un bâtiment moderne, au centre de la commune.

### Instances judiciaires et administratives
La commune relève du tribunal d'instance de Poitiers, du tribunal de grande instance de Poitiers, de la cour d'appel Poitiers, du tribunal pour enfants de Poitiers, du conseil de prud'hommes de Poitiers, du tribunal de commerce de Poitiers, du tribunal administratif de Poitiers et de la cour administrative d'appel de Bordeaux, du tribunal des pensions de Poitiers, du tribunal des affaires de la Sécurité sociale de la Vienne, de la cour d’assises de la Vienne.

### Jumelages
Elle est jumelée avec Colunga (Asturies, Espagne).

### Services publics
Les réformes successives de La Poste ont conduit à la fermeture de nombreux bureaux de poste ou à leur transformation en simple relais. Toutefois, la commune a pu maintenir le sien.

## Population et société

### Démographie
L'évolution du nombre d'habitants est connue à travers les recensements de la population effectués dans la commune depuis 1793. Pour les communes de moins de 10 000 habitants, une enquête de recensement portant sur toute la population est réalisée tous les cinq ans, les populations de référence des années intermédiaires étant quant à elles estimées par interpolation ou extrapolation. Pour la commune, le premier recensement exhaustif entrant dans le cadre du nouveau dispositif a été réalisé en 2007.

En 2022, la commune comptait 3 971 habitants, en évolution de +3,01 % par rapport à 2016 (Vienne : +0,6 %, France hors Mayotte : +2,11 %).
| 1793 | 1800 | 1806 | 1821 | 1831 | 1836 | 1841 | 1846 | 1851 |
| ---- | ---- | ---- | ---- | ---- | ---- | ---- | ---- | ---- |
| 591  | 555  | 494  | 544  | 593  | 611  | 610  | 652  | 664  |

| 1856 | 1861 | 1866 | 1872 | 1876 | 1881 | 1886 | 1891 | 1896 |
| ---- | ---- | ---- | ---- | ---- | ---- | ---- | ---- | ---- |
| 704  | 717  | 721  | 734  | 702  | 648  | 659  | 669  | 657  |

| 1901 | 1906 | 1911 | 1921 | 1926 | 1931 | 1936 | 1946 | 1954 |
| ---- | ---- | ---- | ---- | ---- | ---- | ---- | ---- | ---- |
| 628  | 621  | 631  | 544  | 549  | 539  | 536  | 533  | 546  |

| 1962 | 1968 | 1975  | 1982  | 1990  | 1999  | 2006  | 2007  | 2012  |
| ---- | ---- | ----- | ----- | ----- | ----- | ----- | ----- | ----- |
| 533  | 655  | 1 034 | 2 198 | 2 730 | 3 113 | 3 370 | 3 408 | 3 818 |

| 2017  | 2022  | - | - | - | - | - | - | - |
| ----- | ----- | - | - | - | - | - | - | - |
| 3 853 | 3 971 | - | - | - | - | - | - | - |

La densité de population de la commune est de 196 hab./km2. Celle du département est de 61 hab./km2. Elle est de 68 hab./km2 pour la région Poitou-Charentes et de 115 hab./km2 pour la France (INSEE- 2008).
La commune appartient à la communauté d’agglomération de Poitiers qui connait un certain dynamisme démographique puisque le taux annuel moyen d’accroissement de sa population de 1,32 % de 1999-2006 (contre 0,7 % pour le département). Ceci illustre le constat démographique suivant : des zones rurales qui perdent de plus en plus d’habitants au profit d’une zone périurbaine autour de Poitiers et de Châtellerault. Cette vaste zone concentre 70 % de la population du département (soit environ 300 000 personnes) et 25 % des moins de 20 ans. En outre, en supposant le maintien des tendances démographiques depuis 1990, entre 2006 et 2020, la population de l’aire urbaine de Poitiers devrait s’accroître de 16,5 % et celle de Châtellerault de 5 %. La population de la commune devrait donc continuer à croitre.
Cependant, la population du Grand Poitiers n'a quasiment pas augmenté entre 2007 et 2012 (141 986 habitants en 2007 pour 142 751 habitants en 2012). Le dynamisme démographique concerne surtout les communes limitrophes de la capitale poitevine. Ainsi, c’est un le cas de Fontaine-le-Comte dont la population a augmenté de 12,3 % en cinq ans. C’est la commune dont la démographie est la plus dynamique de l’agglomération poitevine. La commune poursuit sa poussée démographique. Elle devrait continuer sur cette tendance avec le lancement du nouveau quartier les Clos de Fontaine appelé à accueillir de nouveaux habitants.

### Enseignement
Le groupe scolaire Simone Veil, regroupant école maternelle et école primaire, est au cœur de la ville de Fontaine-le-Comte.

### Politique environnementale
Dans son palmarès 2024, le Conseil national de villes et villages fleuris de France a attribué deux fleurs à la commune.

## Économie

### Agriculture

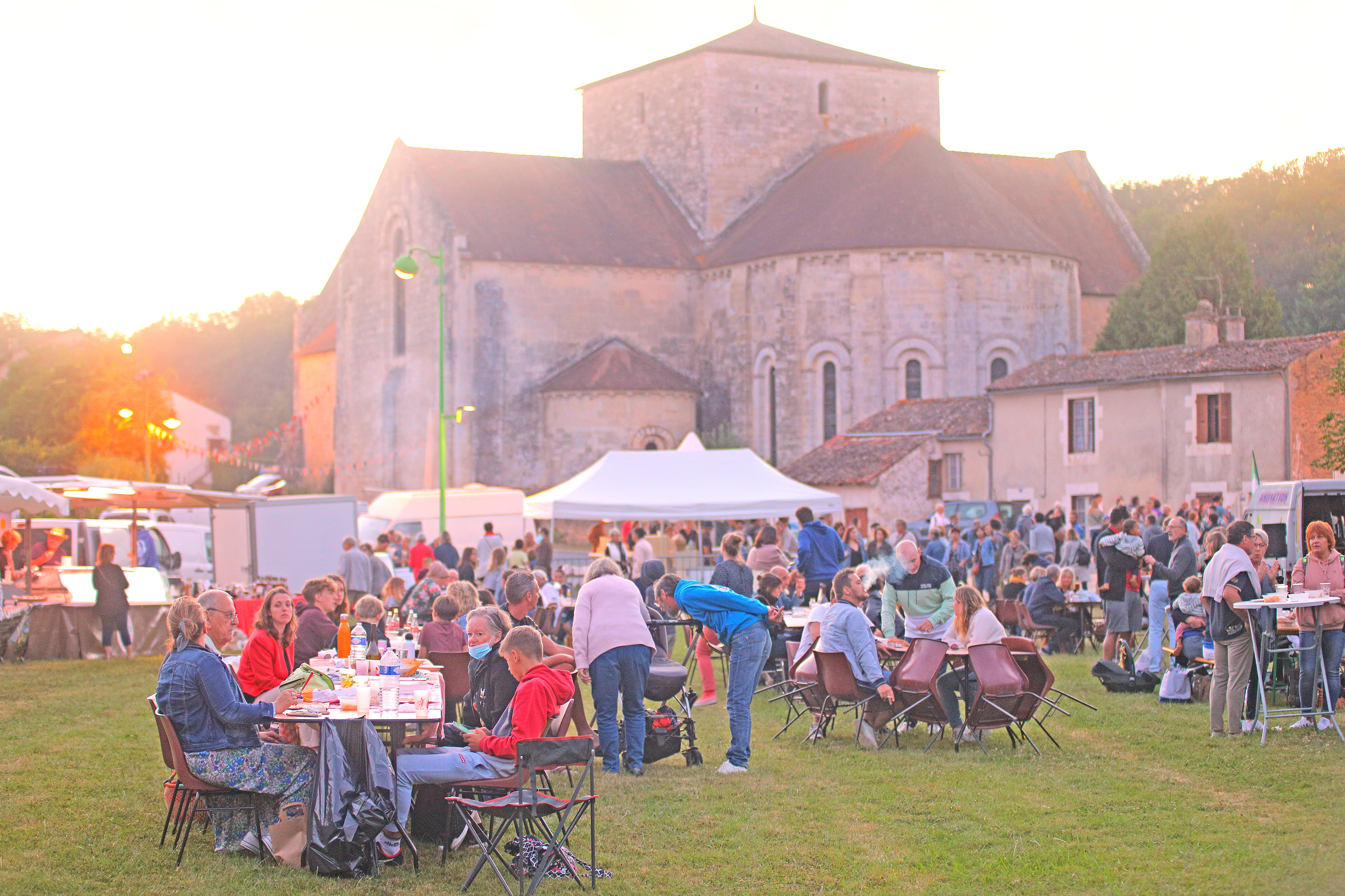
Marché des producteurs de la ville de Fontaine-le-Comte.

Selon la direction régionale de l'Alimentation, de l'Agriculture et de la Forêt de Poitou-Charentes, il n'y a plus que onze exploitations agricoles en 2010 contre douze en 2000. Cette baisse du nombre d’exploitations agricoles sur le territoire de la commune s’inscrit dans une évolution globale qui touche l’ensemble du département de la Vienne puisque de 2000 à 2007, 660 exploitations ont disparu soit -16 %. Pour l’avenir, une inquiétude demeure quant à la pérennité et à la transmission de ces exploitations agricoles du fait du vieillissement de la population agricole. En outre, c’est la tranche des moins de 40 ans qui est concernée par la baisse des effectifs. Ce phénomène concerne également dans une moindre mesure, la tranche des 40 à 49 ans. Ceci illustre les difficultés auxquelles sont confrontés les jeunes agriculteurs pour s’installer et faire perdurer leur exploitations.
Les surfaces agricoles utilisées ont diminué et sont passées de 938 hectares en 2000 à 868 hectares en 2010. 43 % sont destinées à la culture des céréales (blé tendre essentiellement mais aussi orge et maïs), 22 % pour les oléagineux (colza et tournesol), 21 % pour le fourrage et 5 % reste en herbes.
Quatre exploitations en 2010 (contre cinq en 2000) abritent un élevage de bovins (187 têtes en 2010 contre 366 têtes en 2000). L'élevage d'ovins a disparu en 2010 (653 têtes sur quatre fermes en 2000). Cette disparition est conforme à la tendance globale du département de la Vienne. En effet, le troupeau d’ovins, exclusivement destiné à la production de viande, a diminué de 43,7 % de 1990 à 2007

### Commerce
Un marché (légumes selon la saison, fromages, boucherie, charcuterie...) a lieu une fois par semaine sur la place Charles-de-Gaulle, les dimanches matin.

## Culture locale et patrimoine

### Lieux et monuments

#### Patrimoine religieux

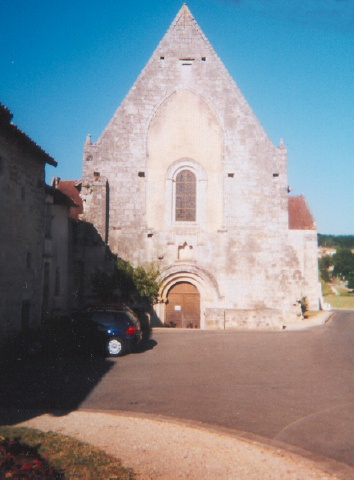
Façade de l'abbatiale, à droite du logis, à angle droit.

##### Le logis du prieur
L’ancien logis du prieur, ou prieuré, est un monument historique inscrit depuis 1927. Il a été construit à la fin du XIVe siècle.

##### Le logis abbatial
Il est situé place de l'église. Il est inscrit comme monument historique depuis 1929.

##### Le logis des Piliers
Le logis des Piliers, datant de la seconde moitié du XVIIe siècle, est également un monument inscrit depuis 1991 pour le logis et le pavillon.

##### L'église Notre-Dame
L'abbaye Notre-Dame de Fontaine-le-Comte est fondée par Geoffroi de Loriol entre 1126 et 1136 sur des terres qui lui sont octroyées par Guillaume, duc de Poitou et duc d'Aquitaine.
L'église est construite selon un plan en croix latine, mais présente un style architectural très épuré et simple, sans beaucoup de détails et décors.
Le bâtiment est lourdement détruit pendant  la Guerre de Cent Ans. Les dégâts ont été particulièrement importants sur le toit et la nef, qui elle est totalement détruite. En effet, les habitants du village incendient l'église pendant la guerre afin de s'assurer que les ennemis ne pourront s'y installer.
À partir de l'année 1435, des travaux de rénovation sont entrepris par l'Abbé Guy Doucet, puis poursuivis par l'Abbé François Ardillon de 1471 à 1502.
Le bâtiment est investi par les chanoines réguliers de l'ordre de Sainte-Geneviève en 1647. De nos jours, l'église Notre-Dame de Fontaine-le-Comte est rattachée au Diocèse de Poitiers.
L'abbaye fait partie des bâtiments à avoir été classés monument historique dès la première liste de 1840. En 1928, c'est une partie du mobilier qui est classé monument historique dont les stalles.
Quand on arrive de Poitiers par la nationale 11, on découvre l'abbaye à flanc de coteau, bien dégagée, notamment son chevet, avec le vallon verdoyant au premier plan. C'est un lieu privilégié et très fréquenté par les croyants.

#### Patrimoine naturel

##### La forêt de l’Épine
La forêt de l’Épine est une zone naturelle d'intérêt écologique, faunistique et floristique située à une dizaine de kilomètres au sud-ouest de Poitiers. C'est un massif de 600 hectares incluant plusieurs petits étangs. La forêt occupe un plateau faiblement ondulé. Elle a connu une occupation industrielle ancienne qui a été à l'origine d'une surexploitation liée à une ancienne forge qui exploitait le fer sur place. De plus, la forêt a subi une dégradation récente due à la construction de l’autoroute A10 dont le tracé a écorné la pointe sud de la forêt.
La forêt est essentiellement peuplée de trembles, de bouleaux, de chênes et de quelques hêtres.
D'un point de vue botanique, les mares et les étangs de la forêt de l’Épine constituent un habitat fragile et précieux, notamment les étangs Saunier et du Merle. On y trouve une des rares plantes carnivores de France : l’utriculaire citrine.
La forêt est d'une remarquable richesse mycologique puisque 200 espèces de champignons y ont été recensées.
La forêt est aussi un abri pour des rapaces, sept espèces différentes y ont été observées parmi lesquelles des espèces menacées et protégées au niveau national comme le Busard Saint-Martin, le Faucon hobereau ou la Bondrée apivore. Il est possible aussi de voir plusieurs passereaux rares en Poitou et protégés dans toute la France comme le Pouillot siffleur ou le Gros-bec casse-noyaux.
La forêt est aussi une réserve de chevreuils.

##### Le bois des Feuillants
Le bois des Feuillants est situé à quelques kilomètres au sud-ouest de Poitiers. C’est un coteau boisé dominant le ruisseau la Feuillante, un petit affluent du Clain dont la vallée est toute proche. Le relief est peu marqué. Le sol, dans cette partie du seuil du Poitou, est composé d’argiles à silex sur lesquelles se sont formés des sols limono-argileux acides et peu profonds.
Le bois des Feuillants est composé de trois principaux habitats bien tranchés qui abritent des plantes rares qui ont justifié le classement et la protection de ce bois :
- le plateau est recouvert par des chênes sessiles et des châtaigniers. Son sous-bois accueille la Fougère aigle et le Chèvrefeuille des bois. Le plateau est aussi le biotope de la Scille printanière. C’est une espèce présente en France uniquement dans le Sud-Ouest et sur le littoral breton. En Poitou-Charentes, l’espèce est rare et elle est très localisée. En effet, on l’a recensé surtout dans le département des Deux-Sèvres et dans l’Ouest du département de la Vienne. Sa présence dans le bois des Feuillants constitue son extrême limite orientale. Elle y est peu abondante. La scille est accompagnée par d’autres plantes de répartition atlantique mais plus communes, telles que l’Asphodèle blanche, l’Euphorbe d'Irlande ou la Jacinthe des bois.
- le versant du coteau est exposé nord-ouest. Il est recouvert par des chênes pédonculés, des charmes et des merisiers. Il abrite, aussi, quelques hêtres. Cette essence est surtout répandue dans la moitié Nord de la France et elle est à affinités montagnardes dans le Sud. Sa présence est très disséminée en région Poitou-Charentes où on la rencontre surtout dans des biotopes dont le microclimat est frais et humide, c’est-à-dire dans des ravins, des versants exposés au nord (comme pour le bois des Feuillants) ou à l’est. Le versant du coteau est l’habitat de quelques autres plantes peu communes, liées, elles aussi, aux vallons boisés, telles que l’Épiaire des Alpes ou l’Isopyre faux-pigamon.
- le bas des pentes accueille sur les sols hydromorphes des rives de la Feuillante, une aulnaie alluviale et un petit marais tourbeux. La prairie tourbeuse située vers la Gassouillette héberge, parmi un cortège de plantes hygrophiles banales, des Orchidées peu communes comme l’Orchis à fleurs lâches et, surtout, l’Orchis incarnat, une espèce qui est en très forte régression partout dans l’Ouest de la France depuis ces dernières décennies.